# Mali nos Jogos Olímpicos de Verão de 2000
Mali participou dos Jogos Olímpicos de Verão de 2000 em Sydney, Austrália.